# Santeria (album)
| Recensione        | Giudizio |
| ----------------- | -------- |
| Cultura & Culture |          |
| Rockol            |          |

Santeria è un album in studio dei rapper italiani Marracash e Guè, pubblicato il 24 giugno 2016 dalla Universal Music Group.

## Antefatti
Il 4 gennaio 2016, attraverso i social network, i due rapper hanno rivelato la loro intenzione di realizzare un album insieme; già in passato, Marracash e Guè hanno avuto modo di collaborare insieme alla realizzazioni di vari brani, tra cui Fattore wow (presente nell'album omonimo di Marracash del 2008), Big! e Brivido, questi ultimi rispettivamente presenti negli album Il ragazzo d'oro e Bravo ragazzo di Pequeno.
Il 20 maggio 2016, per anticipare l'album, i rapper pubblicarono un mixtape contenente tutte le loro 16 precedenti collaborazioni, intitolato Double Dragon Mixtape. L'album è stato concepito, scritto e registrato tra Tenerife (Spagna), Trancoso (Brasile) e Milano (Italia).
Il 19 maggio è stato reso disponibile sull'iTunes Store il pre-ordine dell'album, inizialmente intitolato Marra/Guè: L'album e con la data di pubblicazione fissata al 24 giugno, mentre il 7 giugno sono stati rivelati la copertina (curata dal visual artist colombiano Armando Mesìas), il titolo definitivo e la lista tracce, oltre alla pubblicazione del singolo di lancio Nulla accade.

### Riedizione
La notte del 15 novembre è stata annunciata la riedizione dell'album, Santeria Voodoo Edition, composto da un secondo disco denominato Tesori nascosti, da un DVD mostrante le lavorazioni del disco e da un libro con il racconto fotografico del dietro le quinte dell'album.
La pubblicazione, avvenuta il 2 dicembre, è stata anticipata dal singolo Ninja, uscito nel medesimo giorno dell'annuncio, e il 24 novembre dal videoclip del brano Scooteroni RMX, estratto successivamente come singolo il 19 dicembre.

## Composizione
Santeria si compone di quindici brani prodotti da vari esponenti della scena rap italiana come Shablo, Don Joe, Mace e Deleterio. 
Secondo quanto dichiarato da Pequeno, l'album è stato concepito per essere «un disco rap fino in fondo, molto black», risultando «culturalmente alto e di livello, non una cosa fatta per inseguire il mainstream italiano o le mode del momento».
Nell'album vi sono vari brani che raccontano direttamente la visione della vita e della musica dei due rapper, avendo allo stesso tempo brani più leggeri ed ironici che con una lucida e tagliente critica vanno a criticare aspetti sociali e musicali odierni. 
L'album è stato descritto come un lavoro molto poliedrico, sperimentativo e totalitario. In quasi tutti i brani è massiccio l'utilizzo di Auto-Tune.
Tra gli argomenti più trattati ci sono il disagio dei giovani, le varie facce del successo e i falsi ideali a cui si svende l'arte.

## Tracce
Testi di Cosimo Fini e Fabio Rizzo, eccetto dove indicato.
1. Santeria – 1:33 (musica: Pablo Miguel Lombroni Capalbo)
2. Money – 3:30 (musica: Luigi Florio, Marco Della Riva)
3. Nulla accade – 3:52 (musica: Alessandro Pulga)
4. Senza Dio – 3:39 (musica: Stefano Tognini)
5. Salvador Dalí – 4:05 (musica: Paolo Alberto Monachetti)
6. Cosa mia – 4:05 (musica: Simone Benussi)
7. Purdi – 3:21 (musica: Luigi Florio, Marco Della Riva)
8. Cantante italiana – 3:35 (testo: Cosimo Fini, Fabio Rizzo, Piermarco Gianotti – musica: Piermarco Gianotti)
9. Insta Lova – 3:26 (musica: Pietro Milano, Federico Vaccari, Marco Zangirolami)
10. Maledetto me – 3:20 (musica: Pietro Milano, Federico Vaccari)
11. Scooteroni – 3:59 (musica: Samuele Masia)
12. Tony – 4:40 (musica: Pietro Milano, Federico Vaccari)
13. Quasi amici – 4:51 (musica: Mattia Cutolo)
14. Film senza volume – 4:01 (musica: Pablo Miguel Lombroni Capalbo)
15. Erba & WiFi – 3:54 (testo: Cosimo Fini, Fabio Rizzo, Massimiliano Cellamaro – musica: Federica Abbate, Pablo Miguel Lombroni Copalbo, Piermarco Giannotti)

Santeria - Tesori nascosti – CD bonus presente nella Voodoo Edition
1. Ninja – 3:42 (musica: Massimiliano Dagani, Maurizio Bonizzoni, Francesco Cellamaro, Daniele Macchi)
2. Ca$hmere – 3:39 (musica: Antonio Lago, Luigi Florio)
3. Piazza rossa – 3:37 (musica: Sebastiano Lo Iacono)
4. Scooteroni RMX (feat. Sfera Ebbasta) – 4:32 (testo: Cosimo Fini, Fabio Rizzo, Gionata Boschetti – musica: Samuele Masia)
5. Purdi RMX (feat. Fabri Fibra) – 4:13 (testo: Cosimo Fini, Fabio Rizzo, Fabrizio Tarducci – musica: Luigi Florio, Marco Della Riva)
6. Senza Dio RMX (feat. Luchè) – 4:24 (testo: Cosimo Fini, Fabio Rizzo, Luca Imprudente – musica: Stefano Tognini)

## Formazione
Musicisti
- Marracash – voce
- Guè – voce

Produzione
- Shablo – produzione (tracce 1, 14 e 15)
- Don Joe – produzione (tracce 2 e 7)
- Mark Hiroshima – produzione (tracce 2 e 7)
- Marz – produzione (traccia 3)
- Zef – produzione (traccia 4)
- Charlie Charles – produzione (traccia 5)
- Mace – produzione (traccia 6)
- Deleterio – produzione (traccia 8)
- 2nd Roof – produzione (tracce 9, 10 e 12)
- Pherro – produzione (traccia 11)
- Banf – produzione (traccia 13)

## Classifiche

### Classifiche settimanali
| Classifica (2016) | Posizione massima |
| ----------------- | ----------------- |
| Italia            | 1                 |
| Svizzera          | 12                |

### Classifiche di fine anno
| Classifica (2016) | Posizione |
| ----------------- | --------- |
| Italia            | 24        |
| Classifica (2017) | Posizione |
| Italia            | 30        |
| Classifica (2023) | Posizione |
| Italia            | 52        |
| Classifica (2024) | Posizione |
| Italia            | 66        |